# Gaffel
För andra betydelser, se Gaffel (olika betydelser).

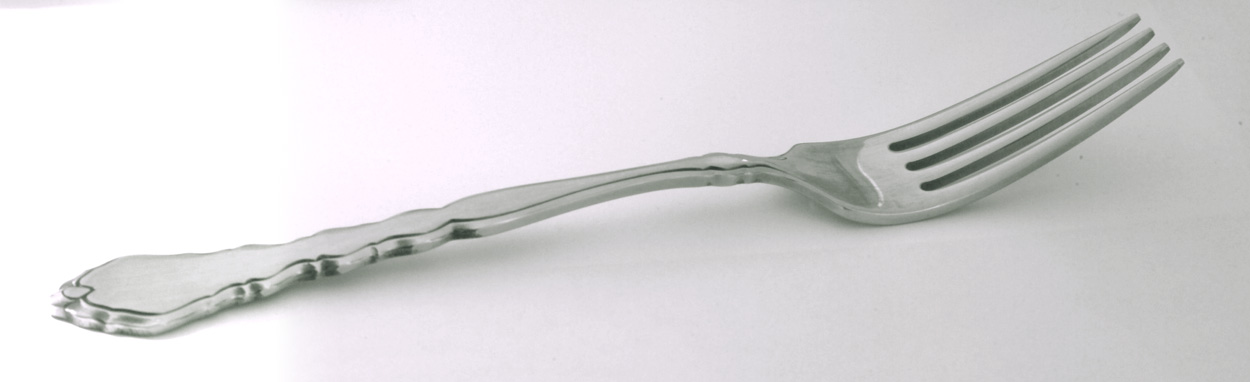
Gaffel

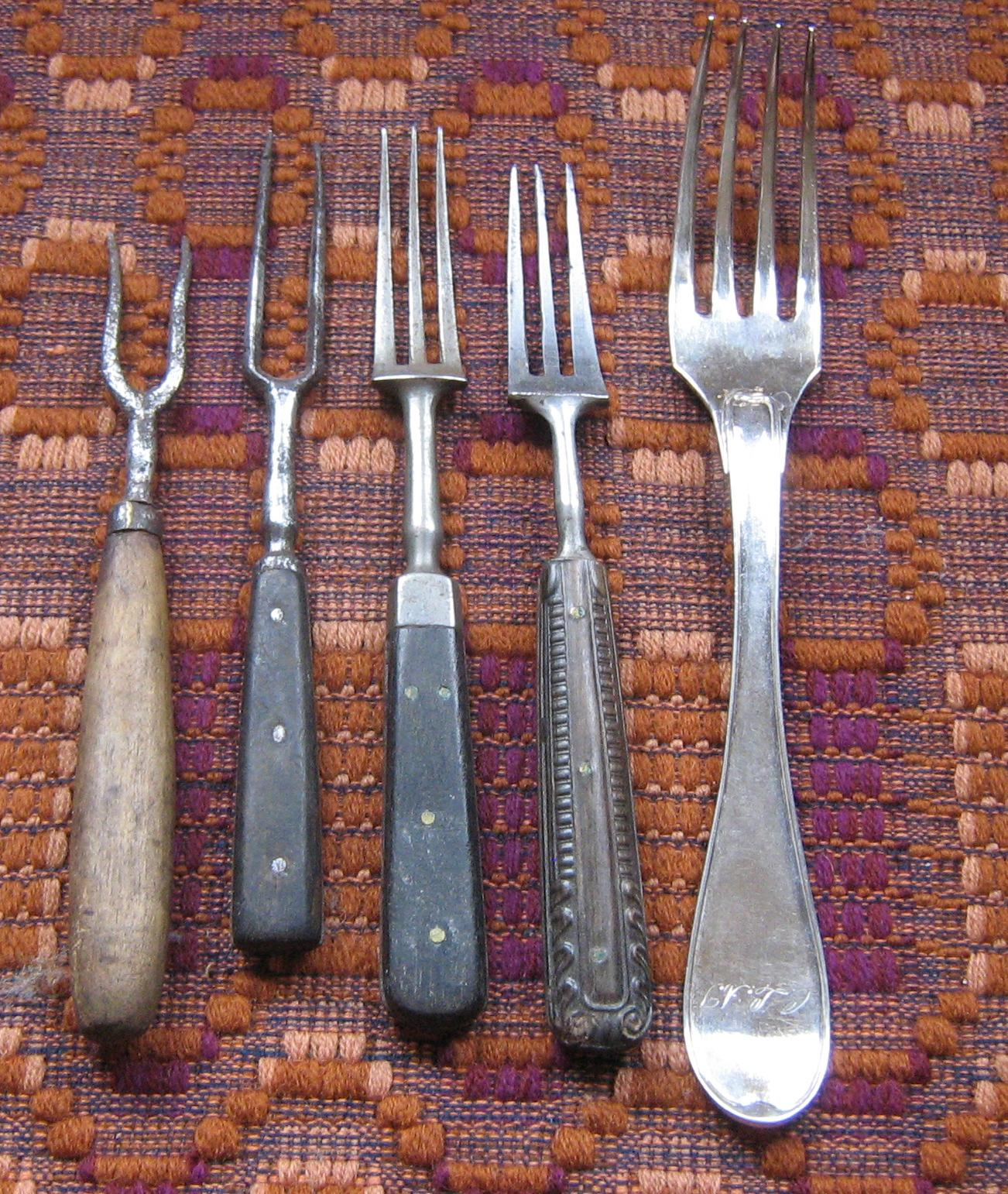
Äldre typer av gafflar.

Gaffeln ingår oftast i ett matbestick som används vid förtäring av mat eller som ett köksredskap vid servering och tillagning av mat. Gaffeln är huvudsakligen spridd i Europa, Nordamerika och Sydamerika. I Asien har ätpinnar använts mer flitigt, även om gafflar ökar i popularitet. Gaffeln har generellt två, tre eller fyra spetsar (kallas även tänder, klor, horn eller tenar).

## Historia
De äldsta gafflarna man har hittat upptäcktes i gamla kinesiska gravar. I Romarriket användes gafflar flitigt, och det finns många exempel på romerska gafflar på museer i Europa.
Stekgafflar och förskärargafflar har en längre tradition än matgafflar.
Gaffeln användes av antikens greker och romare men etablerades i Italien på 1100-talet genom Bysantinska rikets hov. Gafflar blev populära bland furstehusen i Italien, på 1300-talet, och spred sig därifrån till andra länder. 1379 omtalas en gaffel första gången i Frankrike, där den förekommer i ett kungligt inventarium. Ännu på 1500-talet var dock bruket av gafflar inte allmänt brukade där, och användandet av gaffel var ett tacksamt ämne för satirer från tiden. I Storbritannien var gafflar under 1400- och 1500-talen en sällsynthet. I franska och skotska kloster förbjöds den som en lyxartikel. Andreas Vesalius berättar 1542 att gafflarna förekom i dagligt bruk i Italien. Under senare hälften av 1500-talet förekom den i Tyskland. Först från 1600-talets mitt var gaffeln i allmänt bruk bland Europas överklass. Bland Sveriges allmoge blev gaffeln vanlig först på 1800-talet.
Fram till 1700-talet hade gaffeln oftast två klor, under 1700-talet blev treklogaffeln modern, och senare blev gaffeln med fyra klor vanlig. Tvåklogafflar levde dock kvar hos allmogen ännu vid mitten av 1800-talet.
Nordeuropa tog längre tid på sig att anpassa sig och börja använda gafflar, men på 1700-talet spred sig vanan även i Storbritannien, även om vissa påstår att gafflar var vanliga i Frankrike, England och Sverige redan i början av 1600-talet.
Gaffelns växande popularitet fick tillverkare att utveckla ett otal specialvarianter. På 1800-talet blev gaffeln ett moderiktigt statusföremål hos borgarskapet med en invecklad etikett för olika rätter.